# Janowice nad Nidzicą
Janowice nad Nidzicą – nieczynny przystanek osobowy kolei wąskotorowej (Świętokrzyska Kolej Dojazdowa) w Janowicach, w województwie małopolskim, w Polsce.